# Spathiphyllum commutatum
Spathiphyllum commutatum är en kallaväxtart som beskrevs av Heinrich Wilhelm Schott. Spathiphyllum commutatum ingår i släktet Spathiphyllum och familjen kallaväxter. Inga underarter finns listade.

## Bildgalleri

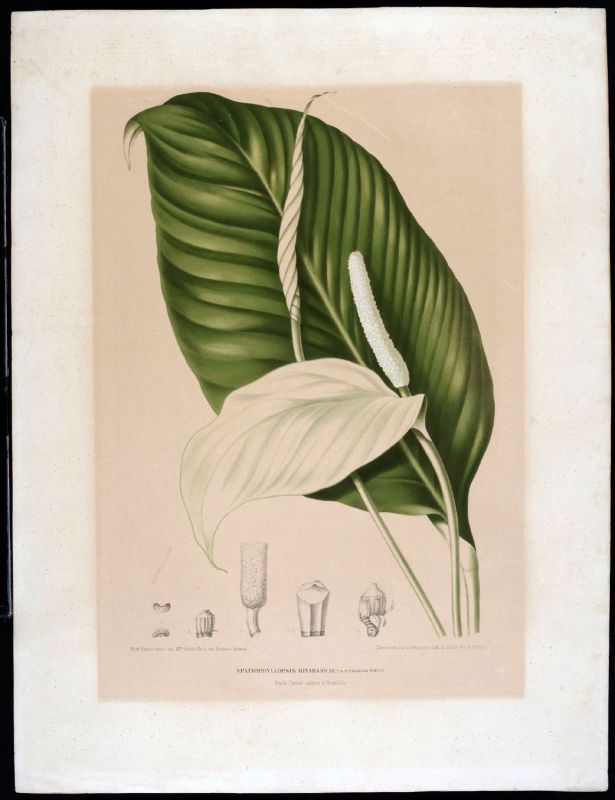